# レーニ
レーニ（イタリア語: Leni）は、イタリア共和国シチリア州メッシーナ県にある、人口約700人の基礎自治体（コムーネ）。 エオリア諸島のサリーナ島に所在する。

## 地理

### 位置・広がり
エオリア諸島のサリーナ島に所在する3つのコムーネのひとつで、島の南西部に位置する。サンタ・マリーナ・サリーナから西へ4km、リーパリ島のリーパリから北西へ15km、県都メッシーナから西北西へ75kmの距離にある。

#### 隣接コムーネ
隣接するコムーネは以下の通り。
- マルファ
- サンタ・マリーナ・サリーナ